# Ben Lewis
Pour les articles homonymes, voir Lewis.

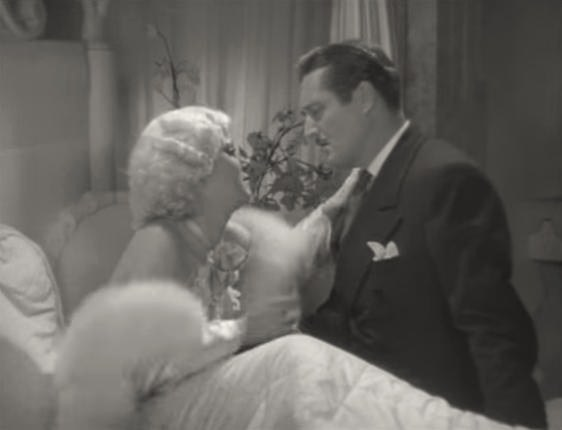
Les Invités de huit heures (1933), avec Jean Harlow et Edmund Lowe

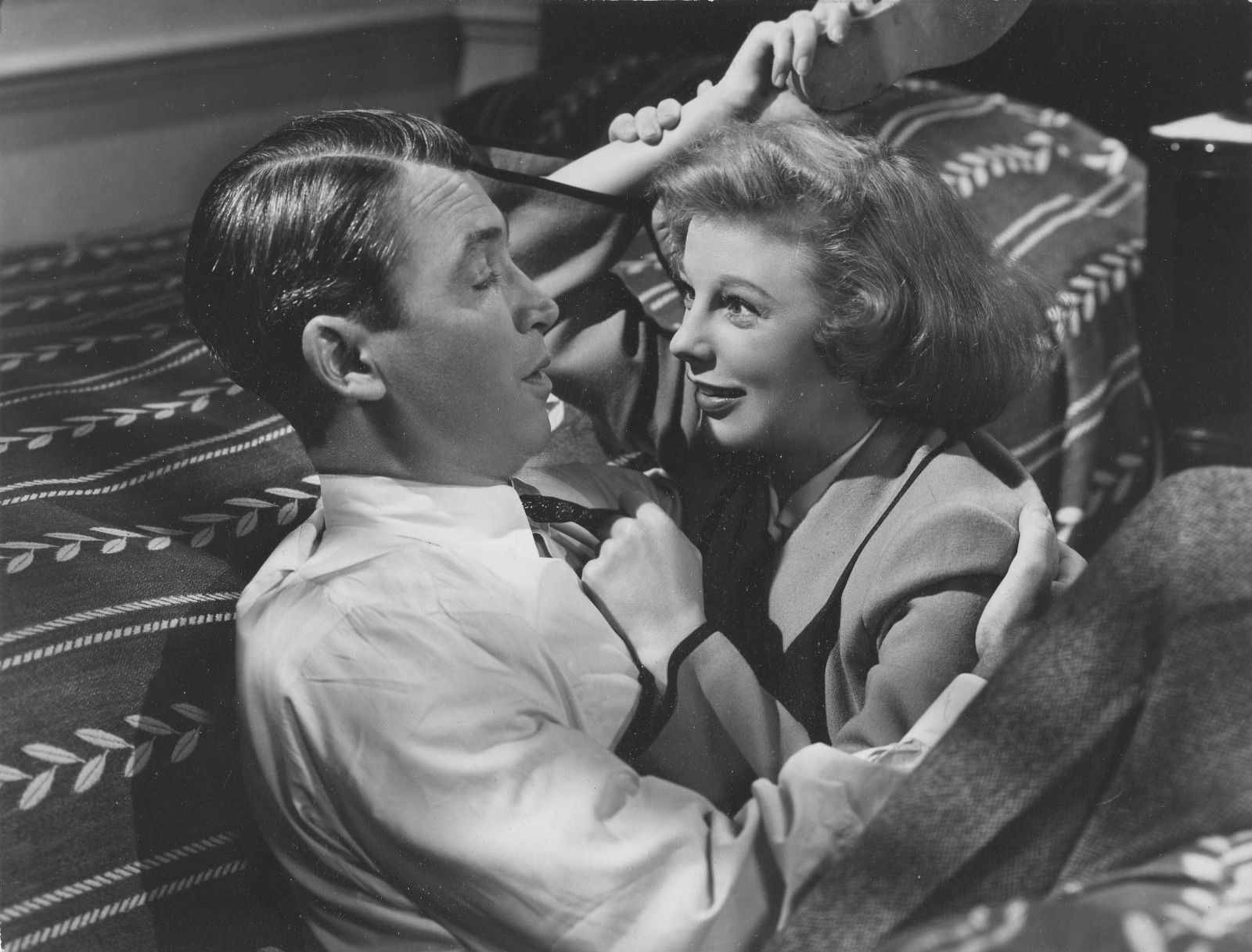
Un homme change son destin (1949), avec James Stewart et June Allyson

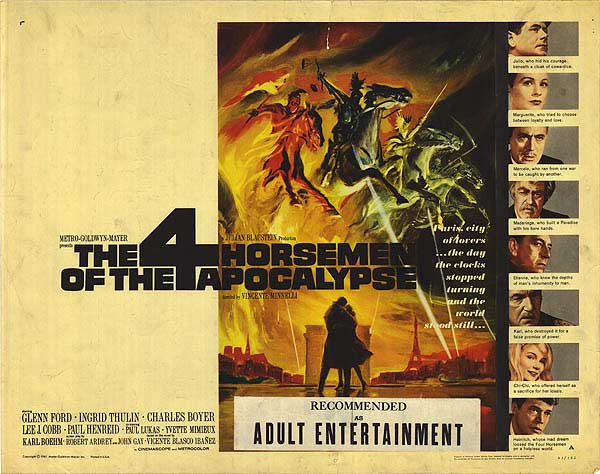
Les Quatre Cavaliers de l'Apocalypse (1962), poster promotionnel

Ben Lewis est un monteur américain, né le 6 février 1894 à New York (État de New York), mort le 29 décembre 1970 à Los Angeles (quartier d'Hollywood, Californie).

## Biographie
Frère du réalisateur Joseph H. Lewis (1907-2000), il travaille au sein de la Metro-Goldwyn-Mayer, où il assiste Lloyd Nosler au montage de Ben-Hur de Fred Niblo (1925).
Comme monteur à part entière, au cinéma, il débute sur quatre films muets sortis en 1926, dont Le Balourd de William A. Wellman (avec Gertrude Olmstead et George K. Arthur). Suivent cent-quatorze autres films américains à ce poste, les trois derniers sortis en 1968 (deux ans avant sa mort, en 1970, à 76 ans).
Dans l'intervalle, citons Le Baiser de Jacques Feyder (1929, avec Greta Garbo et Conrad Nagel), Les Invités de huit heures de George Cukor (1933, avec Marie Dressler et John Barrymore), Un homme change son destin de Sam Wood (1949, avec James Stewart et June Allyson), le western La Dernière Chasse de Richard Brooks (1956, avec Robert Taylor et Stewart Granger), ou encore Les Quatre Cavaliers de l'Apocalypse de Vincente Minnelli (1962, avec Glenn Ford et Ingrid Thulin).
À la télévision, il est monteur sur deux séries (1956-1961) et un téléfilm (1966).
En 1937, Ben Lewis est l'un des trois membres fondateurs de la Motion Picture Editors Guild (en).

## Filmographie partielle
(monteur, sauf mention contraire)

### Cinéma
- 1925 : Ben-Hur (Ben-Hur: A Tale of the Christ) de Fred Niblo (assistant monteur)
- 1926 : Le Balourd (The Boob) de William A. Wellman
- 1927 : La Galante Méprise (Quality Street) de Sidney Franklin
- 1927 : Monsieur Wu (Mr. Wu) de William Nigh
- 1928 : Ombres blanches (White Shadows in the South Seas) de W. S. Van Dyke et Robert Flaherty
- 1928 : Un soir à Singapour (Across to Singapore) de William Nigh
- 1929 : Le Baiser (The Kiss) de Jacques Feyder
- 1932 : Tarzan, l'homme singe (Tarzan the Ape Man) de W. S. Van Dyke
- 1932 : Le Masque d'or (The Mask of Fu Manchu) de Charles Brabin
- 1933 : Whistling in the Dark d'Elliott Nugent et Charles Reisner
- 1933 : Les Invités de huit heures (Dinner at Eight) de George Cukor
- 1933 : Les Pantins (Broadway to Hollywood) de Willard Mack
- 1934 : L'Ennemi public n° 1 (Manhattan Melodrama) de W. S. Van Dyke
- 1934 : You Can't Buy Everything de Charles Reisner
- 1934 : Miracle d'amour (Have a Heart) de David Butler
- 1935 : La Marque du vampire (Mark of the Vampire) de Tod Browning
- 1935 : L'Évadée (Woman Wanted) de George B. Seitz
- 1936 : L'Affaire Garden (The Garden Murder Case) d'Edwin L. Marin
- 1936 : Speed d'Edwin L. Marin
- 1936 : Moonlight Murder d'Edwin L. Marin
- 1937 : Valet de cœur (Personal Property) de W. S. Van Dyke
- 1937 : Le Dernier Gangster (The Last Gangster) d'Edward Ludwig
- 1937 : Sous le voile de la nuit (Under Cover of Night) de George B. Seitz
- 1938 : Le Retour d'Arsène Lupin (Arsène Lupin Returns) de George Fitzmaurice
- 1938 : L'amour frappe André Hardy (Love Finds Andy Hardy) de George B. Seitz
- 1939 : André Hardy millionnaire (The Hardys Ride High) de George B. Seitz
- 1939 : André Hardy s'enflamme (Andy Hardy Gets Spring Fever) de W. S. Van Dyke
- 1939 : André Hardy détective (Judge Hardy and Son) de George B. Seitz
- 1940 : Gallant Sons de George B. Seitz
- 1940 : En avant la musique (Strike Up the Band) de Busby Berkeley
- 1941 : Folie douce (Love Crazy) de Jack Conway
- 1941 : Des hommes vivront (Men of Boys Town) de Norman Taurog
- 1942 : Pour moi et ma mie (For Me and My Gal) de Busby Berkeley
- 1942 : Pacific Rendezvous de George Sidney
- 1942 : The Bugle Sounds de S. Sylvan Simon
- 1943 : Fidèle Lassie (Lassie Com Home) de Fred M. Wilcox
- 1943 : La Bête (Whistling in Brooklyn) de S. Sylvan Simon
- 1944 : Kismet de William Dieterle
- 1945 : Le Fils de Lassie (Son of Lassie) de S. Sylvan Simon
- 1946 : L'Ange et le Bandit (Bad Bascomb) de S. Sylvan Simon
- 1946 : The Cockeyed Miracle de S. Sylvan Simon
- 1947 : The Mighty McGurk de John Waters
- 1948 : Alias a Gentleman de Harry Beaumont
- 1948 : Mon héros (A Southern Yankee) d'Edward Sedgwick
- 1949 : Un homme change son destin (The Stratton Story) de Sam Wood
- 1949 : Malaya de Richard Thorpe
- 1950 : Trois Petits Mots (Three Little Words) de Richard Thorpe
- 1950 : Embuscade (Ambush) de Sam Wood
- 1951 : Le Droit de tuer (The Unknown Man), de Richard Thorpe
- 1951 : La Charge victorieuse (The Red Badge of Courage) de John Huston
- 1951 : It's a Big Country (It's a Big Country: An American Anthology), film à sketches de Clarence Brown et autres
- 1953 : Big Leaguer de Robert Aldrich
- 1953 : La Fille qui avait tout (The Girl Who Had Everything) de Richard Thorpe
- 1954 : Tennessee Champ de Fred M. Wilcox
- 1955 : L'Aventure fantastique (Many Rivers to Cross) de Roy Rowland
- 1955 : Duel d'espions (The Scarlet Coat) de John Sturges
- 1956 : La Dernière Chasse (The Last Hunt) de Richard Brooks
- 1956 : Passé perdu (These Wilder Years) de Roy Rowland
- 1957 : Contrebande au Caire (Tip on a Dead Jockey) de Richard Thorpe
- 1957 : Les Vendanges (The Vintage) de Jeffrey Hayden
- 1958 : Jeunesse droguée (High School Confidential!) de Jack Arnold
- 1959 : Les Beatniks (The Beat Generation) de Charles F. Haas
- 1960 : Les Rats de caves (The Subterraneans) de Ranald MacDougall
- 1961 : Atlantis, terre engloutie (Atlantis the Lost Continent) de George Pal
- 1961 : Branle-bas au casino (The Honeymoon Machine) de Richard Thorpe
- 1962 : Les Quatre Cavaliers de l'Apocalypse (The Four Horsemen of the Apocalypse) de Vincente Minnelli
- 1964 : Salut, les cousins (Kissin' Cousins) de Gene Nelson

### Télévision (intégrale)
- 1956 : MGM Parade, série, saison unique, 7 épisodes (images d'archives)
- 1961 : The Asphalt Jungle, série, saison unique, épisode 1 The Burglary Ring d'Herman Hoffman et épisode 2 The Lady and the Lawyer de Joseph M. Newman
- 1966 : The Iron Men, téléfilm d'Allen H. Miner